# Quetx

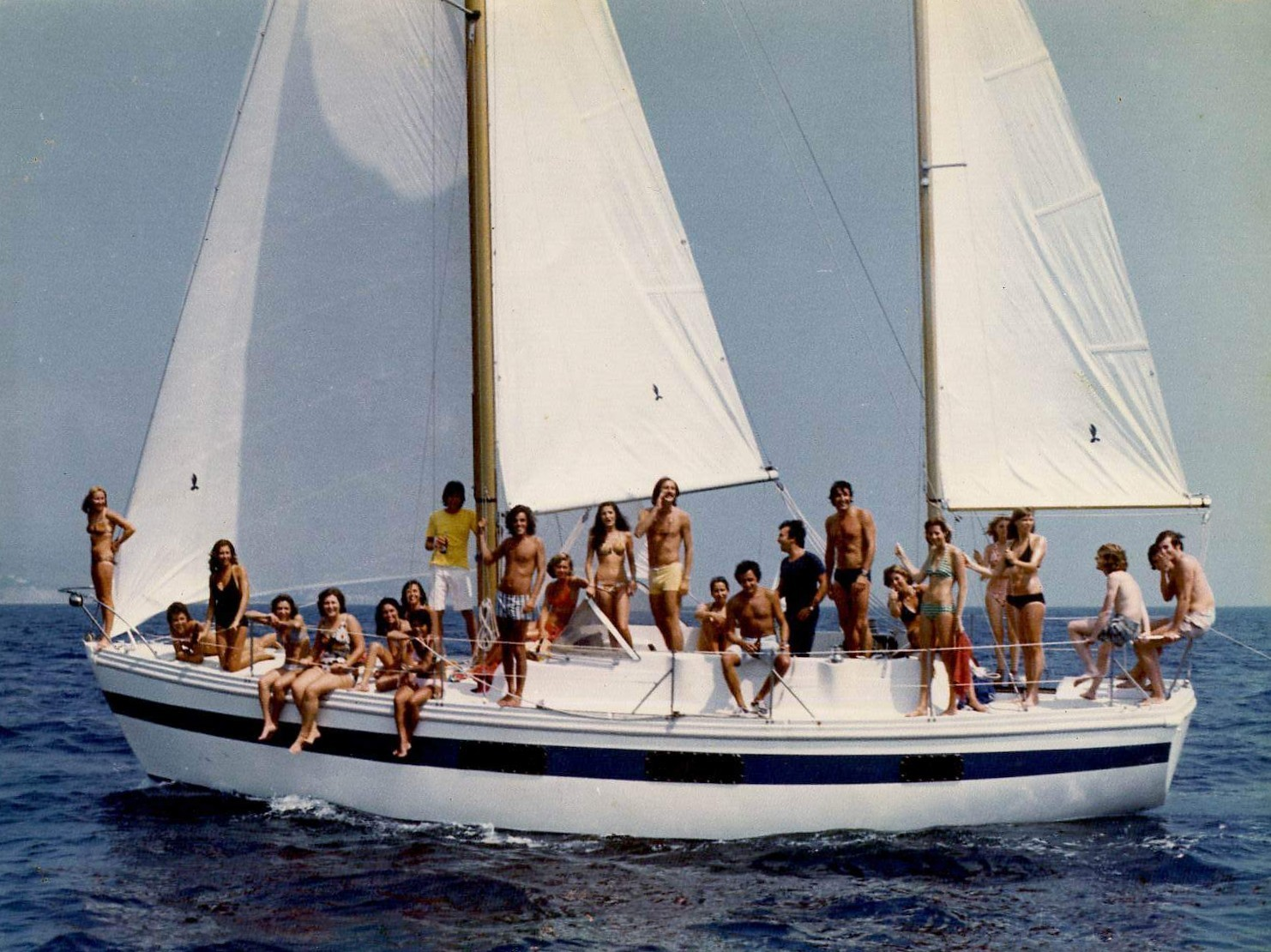
Coronado 35 (quetx) navegant "al través" estabilitzat per la messana

Un quetx és un veler amb dos pals: un de principal i un de menor o de messana, situat darrere del principal però davant del timó. El seu aparell està disposat paral·lel a la quilla en lloc de perpendicular a aquesta, arbrat amb veles triangulars. El pal principal pot tenir adossats d'un a tres flocs, que s'utilitzen per a navegar contra el vent. En alguns quetxs grans i antics, el pal principal pot portar veles quadrades addicionals.

## Característiques

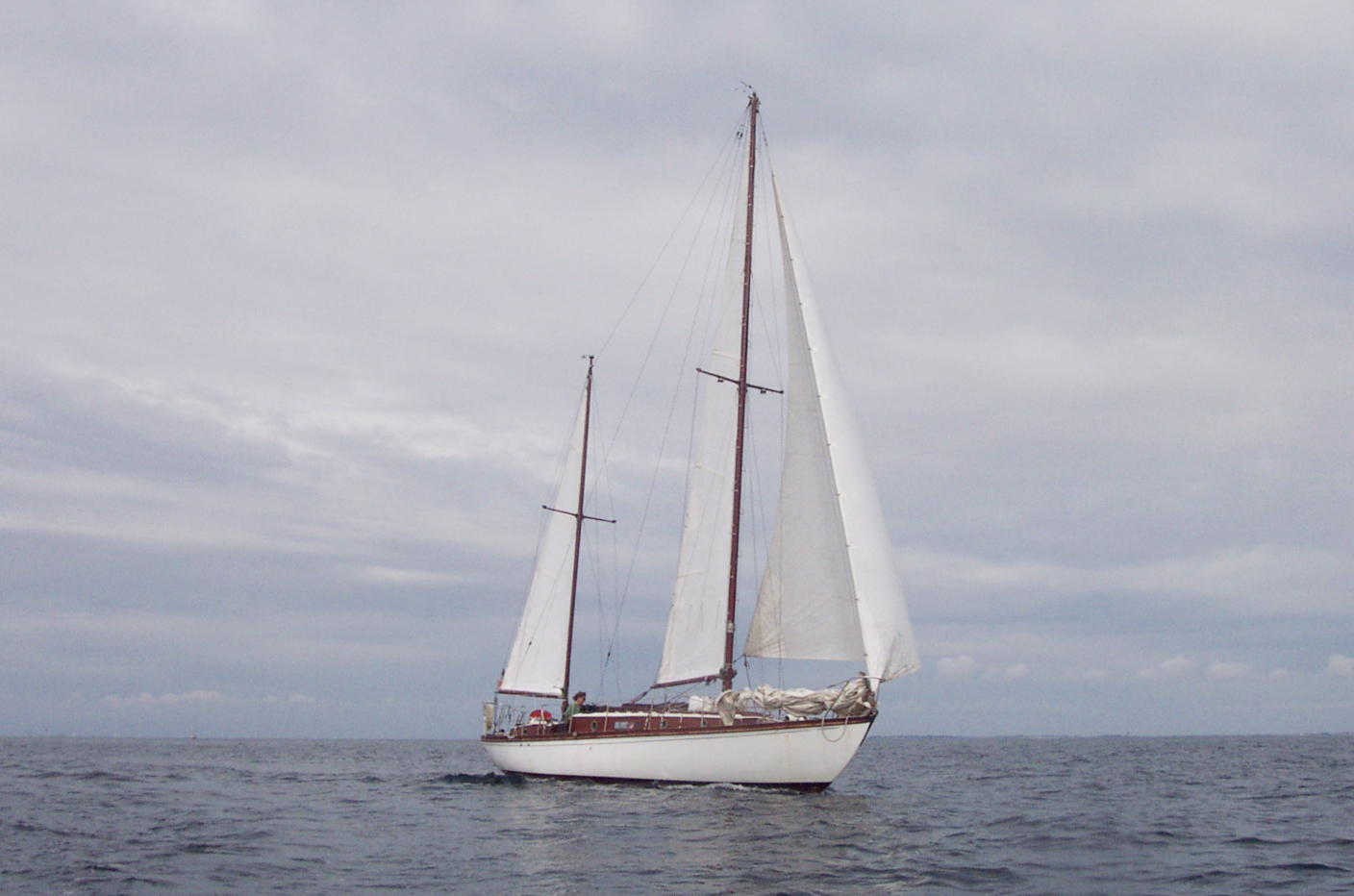
Quetx navegant amurat a estribor

La vela més baixa del pal major s'anomena vela major (o "vela mestra", i la que va al pal de messana es diu vela de messana(o "vela de mitjana"). Poden haver-hi aparells paral·lels de diferent tipus, en qualsevol combinació.
Per navegar amb el vent de popa o al través, un quetx pot portar veles addicionals com un spi a proa. També es poden hissar les veles d'estai entre la part superior del pal de mitjana i la base del pal principal per ajudar a agafar més vent.

## Ús
El quetx és popular entre els creuers de llarga distància, utilitzant una vela addicional per a aconseguir un millor equilibri, i una vela major petita més fàcilment manejable de la mateixa superfície. Això permet un millor moviment de l'enfocament de messana, i permet major maniobrabilitat sense l'ús intensiu del timó. El quetx és molt popular en aigües del nord d'Europa, on l'augment sobtat de la força del vent requereix de vegades una ràpida disminució del velam, la vela major pot baixar-se ràpidament, disminuint el velam i mantenint un esquema equilibrat amb la vela de messana i el floc.
Segons alguns autors moderns, l’aparell de quetx no és tan avantatjós com alguns opinen. Cenyeix menys i més lentament que un sloop o cúter.

## Plataformes similars

L'aparell quetx es confon sovint amb un iol. La diferència és que el quetx té el pal de messana per davant del timó (per davant de la metxa del timó; pot anar davant de la roda del timó - Vegeu figura 1); per tant, pot tenir una major superfície vèlica, cosa que contribueix a una propulsió significativa cap endavant, mentre que en una iola el pal de messana és a popa del timó i s'utilitza principalment per a equilibrar el pla vèlic (i com una vela guia quan s'està ancorat). Això és sovint una qüestió d'intenció més que una diferència física.
L'aparell amb el pal més curt a la popa o quetx es pot distingir fàcilment d'un altre aparellat amb dos pals o goleta. Una goleta té el pal de proa més curt. En el cas que ambdós pals siguin d'aproximadament la mateixa mida, el vaixell amb la vela més gran a proa se sol anomenar quetx, mentre que el vaixell amb la vela més gran a popa és una goleta.

## Documents

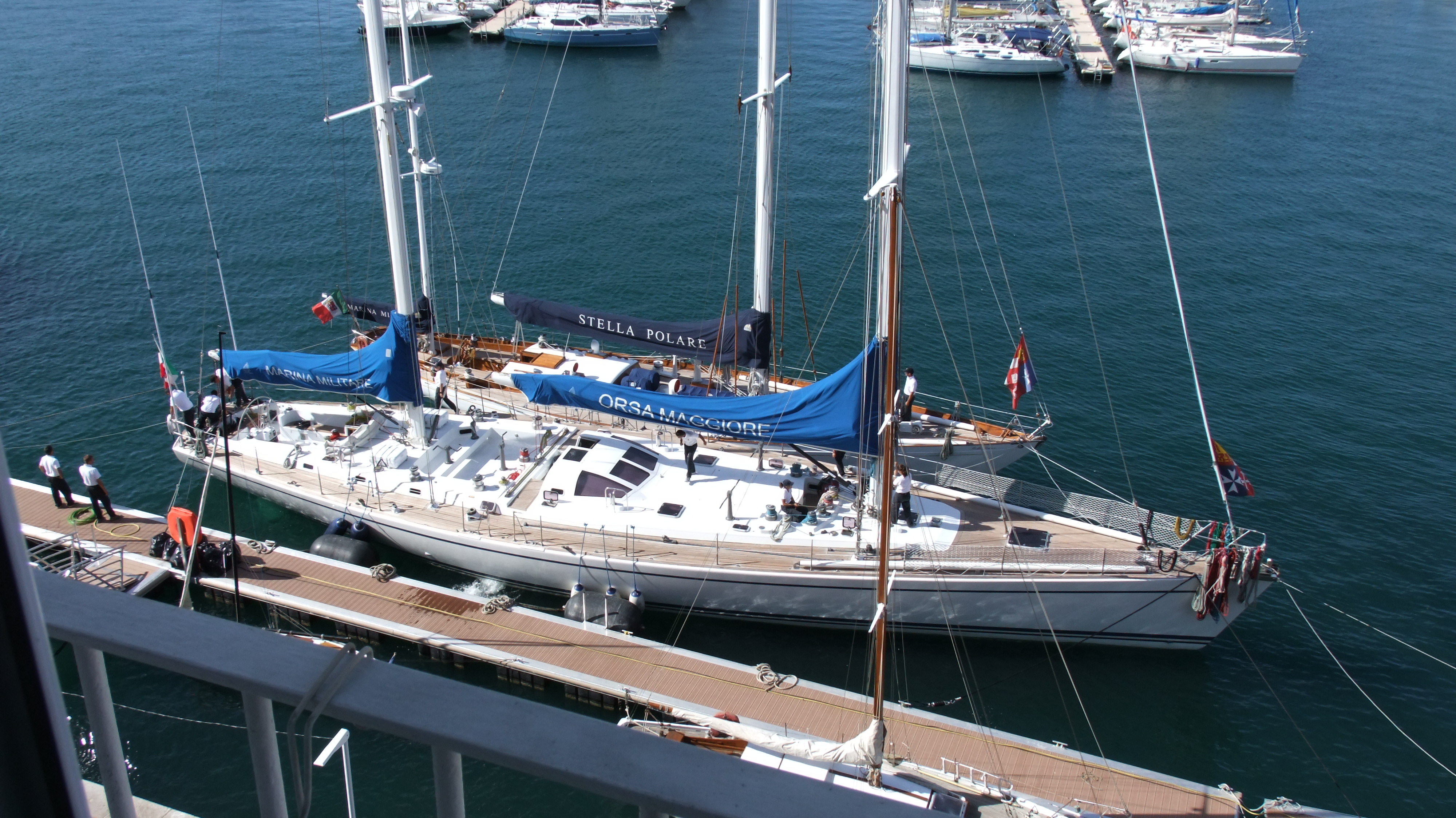
Figura 1. En primer pla un quetx amb l’arbre de mitjana a proa de la roda del timó. En segon pla, un iol.

Vegeu, a continuació, una llista (aleatòria i incompleta) de documents concrets sobre els quetxs, ordenada cronològicament.
- 1787. «Checchia», en italià.[8]
- 1831. "Queche" en castellà. Diccionario marítimo español. M.F. de Navarrete.[9]
- 1848. "Ketch"= "Caiche" Glossaire nautique: répertoire polyglotte de termes de marine anciens et modernes.[10]
- 1856. Ketch = queche = (bombarda). Curso metodico de arquitectura naval. J.M. Pons.[11]
- 1860. «Catch», en anglès.[12]

| « | In 1670, the shipping of a distinguished Boston merchant consisted almost entirely of vessels of this class ; and, a few years later, the fishing vessels of Salem are called "catches". | » |

- 1862. "Bomb-ketch".[13]
- 1885. Alguns quetxs com a vaixells de salvament.[14]
- 1885. Detalls generals.[15]
- 1889. Detalls generals.[16]
- 1893. Vaixells de salvament.[17]
- 1897. Opinió favorable a l'aparell de quetx comparat amb l'aparell de goleta.[18]
- 1966. Posició de l'arbre de mitjana respecte del timó.[19]
- 1997. Croquis d'alguns quetxs.[20]

## Exemples
- 1936. Eilean.[21]
- 1961. Joshua, quetx d’acer de Bernard Moitessier.[22]
- 1963. Suahili.[23]
- 1964. Pen Duick II.[24]
- 1966. Gipsy Moth IV.[25]
- 1973-1974. Sayula II.[26][27]